# ティモフェイ・ドクシツェル
ティモフェイ・アレクサーンドロヴィチ・ドクシツェル（Timofei Dokshizer、ロシア語: Тимофей Александрович Докшицер、1921年12月13日 - 2005年3月16日）は、ウクライナ出身のソ連のトランペット奏者、音楽教師。ボリショイ劇場の首席トランペット奏者として名高い。

## 生涯
炭鉱夫の息子としてニジィンに生まれ、10歳でトランペットを始める。
中央音楽学校とグネーシン音楽大学を卒業し、1947年にプラハ国際コンクールにて優勝。1957年にモスクワ音楽院を修了する。
ヴァイオリンやピアノと同じく、独奏楽器としてのトランペットの可能性を実証した点で、世界的に傑出したトランペット奏者の一人である。そのレパートリーは、サラサーテの《ツィゴイネルワイゼン》やガーシュウィンの《ラプソディ・イン・ブルー》などから、果ては《ホラ・スタッカート》（グリゴラシュ・ディニク作曲）や、リムスキー＝コルサコフの《熊蜂の飛行》など、超絶技巧を要するものまで多岐に渡り、
多くの録音を遺した。
アレクサンドル・ゲディケやミェチスワフ・ワインベルク、アレクサンドル・アルチュニアン、ウラディーミル・ペスキンらからトランペット協奏曲を献呈された。また、母校グネーシン音楽大学で教鞭を執った他、トランペットの歴史についてや奏法論、回想録などの著作がある。
チャイコフスキーの「白鳥の湖」（ロジェストヴェンスキー指揮による録音）、ショスタコーヴィチの「ボルト」（マクシム・ショスタコーヴィチ指揮）のソロが有名。何度も来日し、ソロ・アルバムも多数リリース。乾いた音色で、コロラトゥーラ・ソプラノのようにコロコロと跳ね回るような機動性のある演奏を得意とする。
2005年3月16日にリトアニアのヴィリニュスにて死去した。
*ドクシツェルを聴くたびに華麗なテクニックに驚かされるばかりでなくその演奏内容の知的な高さに感動する。（クルト・マズア）
*ヴァイオリニストなら、ハイフェッツかオイストラフ、ピアニストならホロヴィッツに比すべき偉大な音楽家だ。（ルイ・ダヴィドソン）
*ドクシツェルが演奏すると、ボリショイ劇場管弦楽団がまるで違った響きを出す。（マルク・エルムレム）